# Henry Barlow Carter

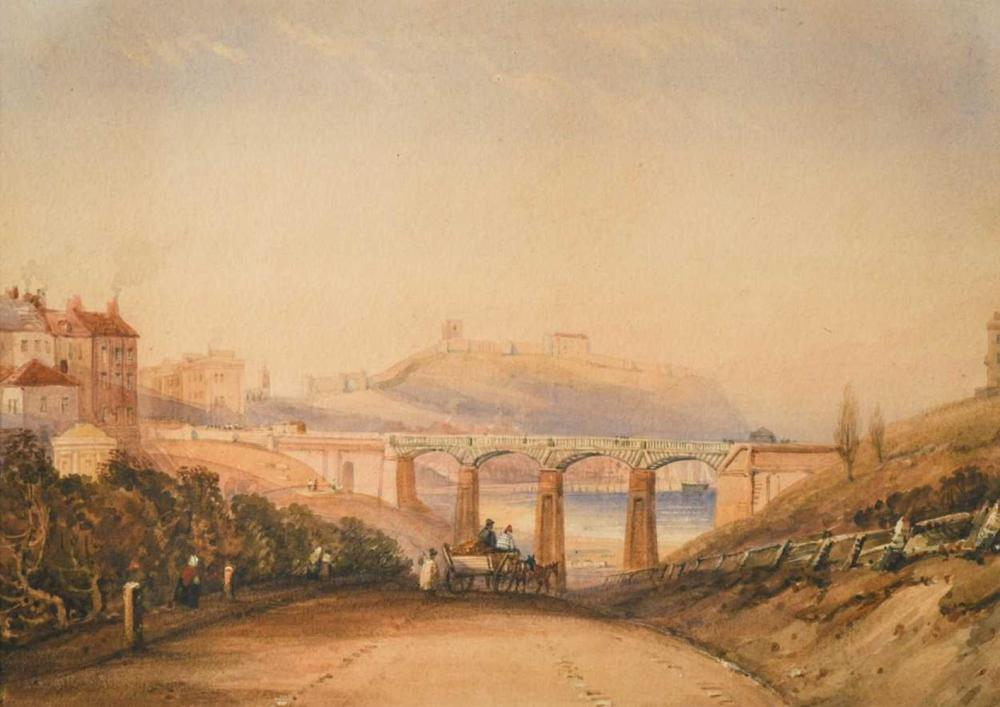
Henry Barlow Carter: A view of the Cliff Bridge from Ramsdale Valley, Scarborough (Aquarell)

Henry Barlow Carter (* 1803 in Bermondsey, London; † 1867 in Torquay) war ein englischer Maler, bekannt für seine Marine- und Küstenszenen.

## Leben und Werk
Henry Barlow Carter wurde 1803 in Bermondsey im Süden Londons geboren. Er begann seine künstlerische Laufbahn in Plymouth und zog später nach Kingston upon Hull in East Yorkshire. Um 1830 ließ er sich in Scarborough nieder, wo er seine Cousine Eliza heiratete und eine Familie gründete. In Scarborough arbeitete er als Zeichenlehrer und kooperierte mit einem örtlichen Buchhändler, für den er den Guide to Scarborough illustrierte und zwanzig Ansichten von Scarborough schuf, die als Drucke an Touristen verkauft wurden. 1862, fünf Jahre nach dem Tod seiner Frau, zog Carter nach Torquay, wo er 1867 an Bronchitis starb.

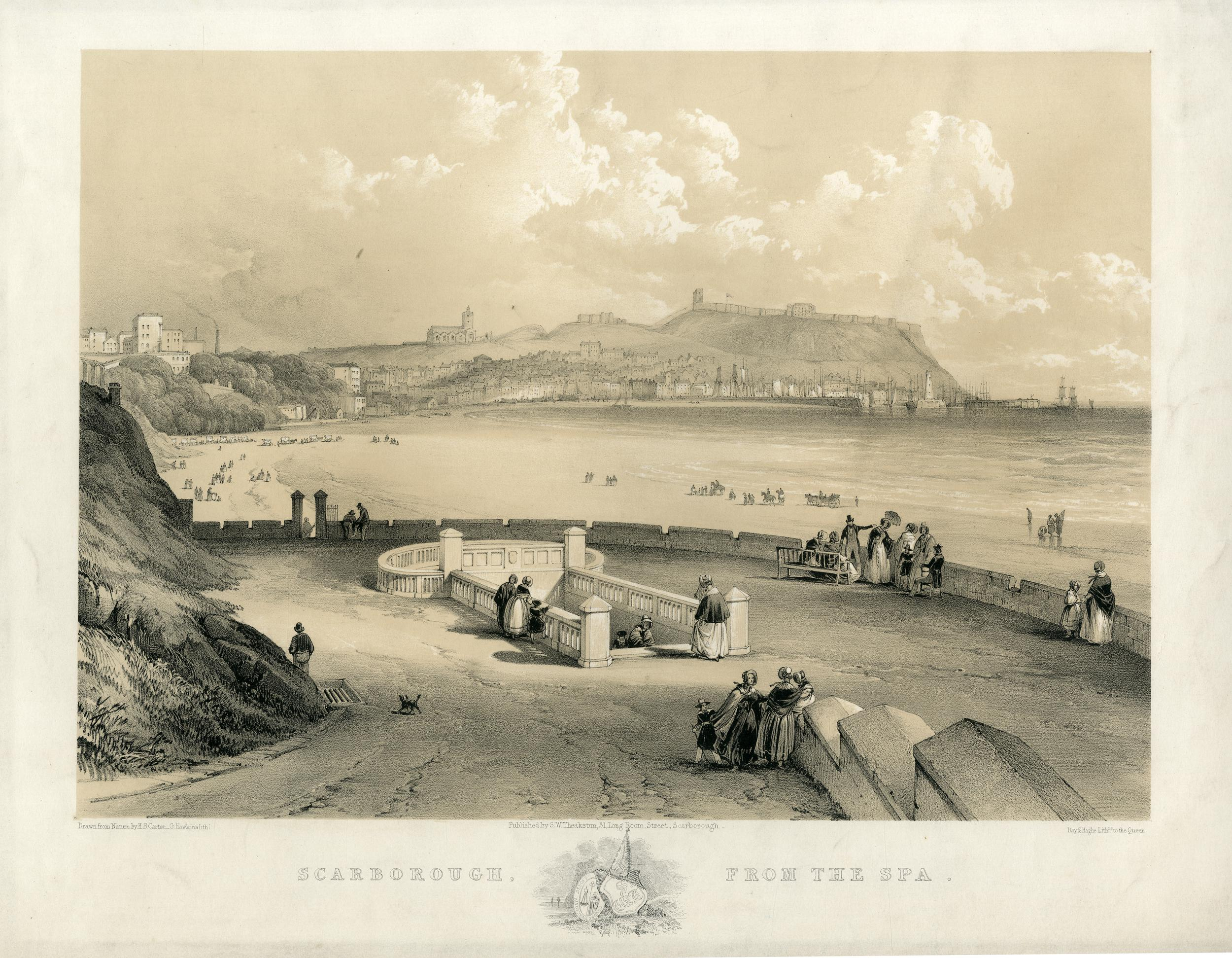
Blick von der Uferpromenade auf Scarborough, im Hintergrund Strand und Stadt, rechts das Schloss auf der Halbinsel; Figuren auf der Promenade, die sich ausruhen, im Vordergrund eine Gruppe von drei Frauen mit Kind, in der Mitte eine Treppe, die nach unten führt; Vignette mit Wappen und Emblem am unteren Rand; nach Henry Barlow Carter, Lithographie auf getöntem Stein. British Museum, London

Henry Barlow Carter war ein produktiver Aquarellist, dessen Werk hauptsächlich aus Seestücken von der Küste Yorkshires bestand. Seine großformatigen, atmosphärischen Seestücke sind von J.M.W. Turner inspiriert, während seine Werke auch Einflüsse von Peter de Wint zeigen, dessen Werke er sammelte. Obwohl er hauptsächlich in Aquarell arbeitete, sind auch einige Ölgemälde von ihm bekannt.